# مايكل فايس
مايكل فايس (بالألمانية: Michael Weiß)؛ مواليد 11 مارس 1965) هو مدرب كرة قدم ألماني. يشرف حالياً على تدريب منتخب الفليبين لكرة القدم منذ يناير 2011.
قاد الفريق لتحقيق نتائج مميزة من بينها التأهل إلى كأس التحدي الآسيوي 2012 وكأس آسيان سوزوكي 2012.